# Gloster Gladiator
El Goster Gladiator 1 va ser un avió construït pels britànics però va ser utilitzat sobretot per l'aviació sueca. Durant els primers mesos del 1940, la va utilitzar el 19.º exèrcit d'aire finlandès, sobretot per les missions al nord del país.